# Ergalatax margariticola
Ốc gai mar-ga (Danh pháp khoa học: Ergalatax margariticola) là một loài ốc biển trong họ Muricidae. Chúng là loài vỏ nhỏ, có nón kép với nhiều đường xoắn sần sùi. Dường xoắn ốc cao và có những ụ nhỏ nhô lên. Môi rộng với sáu cái răng nhỏ tại mép. Vỏ có màu nâu đen và những đường xoắn màu trắng. Kích thước từ 14-40mm Chúng phân bổ ở Vũng Tàu, Ninh Thuận, Khánh Hòa, Cô Đảo, miền Bắc Việt Nam. 